# Smedsgården, Skövde kommun
Smedsgården är en bebyggelse nordväst om Skövde i Skövde kommun. Från 2023 avgränsar SCB här en småort.
Smedsgården var från början ett hemman i byn Ryd i Ryds socken.  
Smedsgården omgärdas av Rånna-Ryds naturresevat.